# Liste der Gebietsänderungen in Nordrhein-Westfalen 1969
Die Liste der Gebietsänderungen in Nordrhein-Westfalen 1969 enthält wichtige Änderungen der Gemeindegebiete des Landes Nordrhein-Westfalen in der Zeit vom 1. Januar 1969 bis zum 31. Dezember 1969. Dazu zählen unter anderem Zusammenschlüsse und Trennungen von Gemeinden, Eingliederungen von Gemeinden in eine andere, Änderungen des Gemeindenamens und größere Umgliederungen von Teilen einer Gemeinde in eine andere.

## Legende
- Datum: juristisches Wirkungsdatum der Gebietsänderung
- Gemeinde vor der Änderung: Gemeinde vor der Gebietsänderung
- Maßnahme: Art der Änderung
- Gemeinde nach der Änderung: Gemeinde nach der Gebietsänderung
- Landkreis: Landkreis der Gemeinde nach der Gebietsänderung

Die Sortierung erfolgt chronologisch: Datum, kreisfreie Städte, Landkreise, aufnehmende oder neu gebildete Gemeinde. Heute noch bestehende Gemeinden sind farbig unterlegt.

## Liste
| Datum      | Gemeinde vor der Änderung | Maßnahme | Gemeinde nach der Änderung | Landkreis |
| ---------- | --- | --- | --- | --- |
| 01.01.1969 | Eingliederung der Stadt Herford in den Landkreis Herford Eingliederung des Landkreises Altena und der Stadt Lüdenscheid in den neuen Landkreis Lüdenscheid 57 Landkreise, 37 kreisfreie Städte → 57 Landkreise, 35 kreisfreie Städte                                                                | Eingliederung der Stadt Herford in den Landkreis Herford Eingliederung des Landkreises Altena und der Stadt Lüdenscheid in den neuen Landkreis Lüdenscheid 57 Landkreise, 37 kreisfreie Städte → 57 Landkreise, 35 kreisfreie Städte | Eingliederung der Stadt Herford in den Landkreis Herford Eingliederung des Landkreises Altena und der Stadt Lüdenscheid in den neuen Landkreis Lüdenscheid 57 Landkreise, 37 kreisfreie Städte → 57 Landkreise, 35 kreisfreie Städte | Eingliederung der Stadt Herford in den Landkreis Herford Eingliederung des Landkreises Altena und der Stadt Lüdenscheid in den neuen Landkreis Lüdenscheid 57 Landkreise, 37 kreisfreie Städte → 57 Landkreise, 35 kreisfreie Städte |
| 01.01.1969 | Binsheim Eggersheim Eschweiler über Feld Frauwüllesheim Hochkirchen Irresheim Nörvenich Oberbolheim Poll Rath bei Nörvenich | Zusammenschluss | Nörvenich | Düren |
| 01.01.1969 | Ahle Bünde Bustedt Dünne Ennigloh Holsen Hüffen Hunnebrock Muckum Spradow Südlengern Werfen | Zusammenschluss | Bünde | Herford |
| 01.01.1969 | Belke-Steinbeck Besenkamp Dreyen Enger Herringhausen Oldinghausen Pödinghausen Siele Westerenger | Zusammenschluss | Enger | Herford |
| 01.01.1969 | Diebrock Eickum Elverdissen Falkendiek Laar Schwarzenmoor Stedefreund | Eingliederung | Herford | Herford |
| 01.01.1969 | Herringhausen (216 ha), Ost | Umgliederung | Herford | Herford |
| 01.01.1969 | Eilshausen Hiddenhausen Lippinghausen Oetinghausen Schweicheln-Bermbeck Sundern | Zusammenschluss | Hiddenhausen | Herford |
| 01.01.1969 | Bustedt (103 ha) Südlengern (19 ha) | Umgliederung | Hiddenhausen | Herford |
| 01.01.1969 | Häver Kirchlengern Klosterbauerschaft Quernheim Rehmerloh Stift Quernheim | Zusammenschluss | Kirchlengern | Herford |
| 01.01.1969 | Spradow (62 ha) Südlengern (343 ha), Ost | Umgliederung | Kirchlengern | Herford |
| 01.01.1969 | Gohfeld Löhne Mennighüffen Obernbeck Ulenburg | Zusammenschluss | Löhne | Herford |
| 01.01.1969 | Bieren Ostkilver Rödinghausen Schwenningdorf Westkilver | Zusammenschluss | Rödinghausen | Herford |
| 01.01.1969 | Holsen (3 ha) Muckum (53 ha) | Umgliederung | Rödinghausen | Herford |
| 01.01.1969 | Bardüttingdorf Hücker-Aschen Lenzinghausen Spenge Wallenbrück | Zusammenschluss | Spenge | Herford |
| 01.01.1969 | Exter Valdorf Vlotho | Zusammenschluss | Vlotho | Herford |
| 01.01.1969 | Evingsen, kleine Gebietsteile | Umgliederung | Ihmert | Iserlohn |
| 01.01.1969 | Bad Salzuflen Biemsen-Ahmsen Ehrsen-Breden Grastrup-Hölsen Holzhausen Lockhausen Papenhausen Retzen Schötmar Werl-Aspe Wülfer-Bexten Wüsten | Zusammenschluss | Bad Salzuflen | Lemgo |
| 01.01.1969 | Krentrup (3 ha) Nienhagen (2 ha) Welstorf (325 ha) | Umgliederung | Bad Salzuflen | Lemgo |
| 01.01.1969 | Alverdissen Barntrup Selbeck Sommersell Sonneborn | Zusammenschluss | Barntrup | Lemgo |
| 01.01.1969 | Bega (382 ha) Humfeld (1 ha) Schönhagen (425 ha) | Umgliederung | Barntrup | Lemgo |
| 01.01.1969 | Bega Hillentrup Humfeld Schwelentrup Wendlinghausen | Zusammenschluss | Dörentrup | Lemgo |
| 01.01.1969 | Alverdissen (3 ha) Asmissen (9 ha) Lemgo (53 ha) Lüdenhausen (15 ha) | Umgliederung | Dörentrup | Lemgo |
| 01.01.1969 | Almena Asmissen Bösingfeld Bremke Göstrup Kükenbruch Laßbruch Meierberg Nalhof Rott Schönhagen Silixen | Zusammenschluss | Extertal | Lemgo |
| 01.01.1969 | Heidelbeck (52 ha) Lüdenhausen (9 ha) Schwelentrup (21 ha) | Umgliederung | Extertal | Lemgo |
| 01.01.1969 | Asendorf Bavenhausen Bentorf Brosen Erder Heidelbeck Henstorf Hohenhausen Kalldorf Langenholzhausen Lüdenhausen Osterhagen Stemmen Talle Varenholz Westorf | Zusammenschluss | Kalletal | Lemgo |
| 01.01.1969 | Schwelentrup (4 ha) | Umgliederung | Kalletal | Lemgo |
| 01.01.1969 | Brake i. L. Brüntorf Entrup Leese Lemgo Lieme Lüerdissen Matorf Voßheide Wahmbeck Welstorf Wiembeck | Zusammenschluss | Lemgo | Lemgo |
| 01.01.1969 | Bavenhausen, kleine Gebietsteile Hillentrup, kleine Gebietsteile Retzen, kleine Gebietsteile Wendlinghausen, kleine Gebietsteile Wüsten, kleine Gebietsteile | Umgliederung | Lemgo | Lemgo |
| 01.01.1969 | Asemissen Bechterdissen Bexterhagen Greste Krentrup Leopoldshöhe Nienhagen Schuckenbaum | Zusammenschluss | Leopoldshöhe | Lemgo |
| 01.01.1969 | Helpup (21 ha) Lockhausen (25 ha) Wülfer-Bexten (51 ha) | Umgliederung | Leopoldshöhe | Lemgo |
| 01.01.1969 | Helpup Lipperreihe Oerlinghausen | Zusammenschluss | Oerlinghausen | Lemgo |
| 01.01.1969 | Altena Dahle Evingsen | Zusammenschluss | Altena | Lüdenscheid |
| 01.01.1969 | Lüdenscheid-Land (1727 ha), Altroggenrahmede, Mühlenrahmede, Rosmart, Zum Hohle Nachrodt-Wiblingwerde (36 ha) | Umgliederung | Altena | Lüdenscheid |
| 01.01.1969 | Kierspe (27 ha) Lüdenscheid-Land (30 ha) | Umgliederung | Halver | Lüdenscheid |
| 01.01.1969 | Lüdenscheid-Land (115 ha) Plettenberg (27 ha) | Umgliederung | Herscheid | Lüdenscheid |
| 01.01.1969 | Rönsahl | Eingliederung | Kierspe | Lüdenscheid |
| 01.01.1969 | Lüdenscheid-Land, kleine Gebietsteile | Umgliederung | Kierspe | Lüdenscheid |
| 01.01.1969 | Lüdenscheid-Land | Eingliederung | Lüdenscheid | Lüdenscheid |
| 01.01.1969 | Herscheid (5 ha) Hülscheid (1 ha) | Umgliederung | Lüdenscheid | Lüdenscheid |
| 01.01.1969 | Meinerzhagen Valbert | Zusammenschluss | Meinerzhagen | Lüdenscheid |
| 01.01.1969 | Lüdenscheid-Land (10 ha) | Umgliederung | Meinerzhagen | Lüdenscheid |
| 01.01.1969 | Küntrop | Eingliederung | Neuenrade | Lüdenscheid |
| 01.01.1969 | Hülscheid Schalksmühle | Zusammenschluss | Schalksmühle | Lüdenscheid |
| 01.01.1969 | Lüdenscheid-Land (188 ha) | Umgliederung | Werdohl | Lüdenscheid |
| 01.01.1969 | Marienloh | Eingliederung | Paderborn | Paderborn |
| 01.01.1969 | Dremmen Horst Oberbruch Porselen | Zusammenschluss | Oberbruch-Dremmen | Selfkantkreis Geilenkirchen-Heinsberg |
| 01.01.1969 | Burbach Gilsbach Holzhausen Lippe Lützeln Niederdresselndorf Oberdresselndorf Wahlbach Würgendorf | Zusammenschluss | Burbach | Siegen |
| 01.01.1969 | Alchen Bottenberg Bühl Büschergrund Dirlenbach Freudenberg Heisberg Hohenhain Lindenberg Mausbach Niederheuslingen Niederholzklau Niederndorf Oberfischbach Oberheuslingen Oberholzklau Plittershagen                                                                                               | Zusammenschluss | Freudenberg | Siegen |
| 01.01.1969 | Allenbach Dahlbruch Grund Hadem Helberhausen Hilchenbach Lützel Müsen Oberndorf Öchelhausen Ruckersfeld Vormwald | Zusammenschluss | Hilchenbach | Siegen |
| 01.01.1969 | Kredenbach (15 ha) | Umgliederung | Hilchenbach | Siegen |
| 01.01.1969 | Meiswinkel | Eingliederung | Hüttental | Siegen |
| 01.01.1969 | Burgholdinghausen Buschhütten Eichen Fellinghausen Ferndorf Kredenbach Kreuztal Krombach Littfeld Mittelhees Oberhees Osthelden | Zusammenschluss | Kreuztal | Siegen |
| 01.01.1969 | Dahlbruch (1 ha) | Umgliederung | Kreuztal | Siegen |
| 01.01.1969 | Afholderbach Beienbach Brauersdorf Deuz Dreis-Tiefenbach Eckmannshausen Eschenbach Frohnhausen Grissenbach Hainchen Helgersdorf Herzhausen Irmgarteichen Nauholz Nenkersdorf Niedernetphen Obernau Obernetphen Ölgershausen Salchendorf, Amt Netphen Sohlbach Unglinghausen Walpersdorf Werthenbach | Zusammenschluss | Netphen | Siegen |
| 01.01.1969 | Altenseelbach Neunkirchen Salchendorf, Amt Burbach Struthütten Wiederstein Zeppenfeld | Zusammenschluss | Neunkirchen | Siegen |
| 01.01.1969 | Feuersbach | Eingliederung | Siegen | Siegen |
| 01.01.1969 | Obersdorf, kleine Gebietsteile | Umgliederung | Siegen | Siegen |
| 01.01.1969 | Anzhausen Flammersbach Gernsdorf Niederdielfen Oberdielfen Obersdorf Rinsdorf Rudersdorf Wilden Wilgersdorf Wilnsdorf | Zusammenschluss | Wilnsdorf | Siegen |
| 01.01.1969 | Kirchspiel Freckenhorst | Eingliederung | Freckenhorst | Warendorf |
| 01.07.1969 | Ammeln, Wüllen | Eingliederung | Ahaus | Ahaus |
| 01.07.1969 | Heek Wigbold Nienborg | Zusammenschluss | Heek | Ahaus |
| 01.07.1969 | Asbeck Legden | Zusammenschluss | Legden | Ahaus |
| 01.07.1969 | Eggerode Kirchspiel Schöppingen Wigbold Schöppingen | Zusammenschluss | Schöppingen | Ahaus |
| 01.07.1969 | Kirchspiel Stadtlohn | Eingliederung | Stadtlohn | Ahaus |
| 01.07.1969 | Oeding Südlohn | Zusammenschluss | Südlohn | Ahaus |
| 01.07.1969 | Ammeloe Vreden | Zusammenschluss | Vreden | Ahaus |
| 01.07.1969 | Altahlen Dolberg Neuahlen | Eingliederung | Ahlen | Beckum |
| 01.07.1969 | Kirchspiel Beckum | Eingliederung | Beckum | Beckum |
| 01.07.1969 | Kirchspiel Beckum, kleine Gebietsteile | Umgliederung | Neubeckum | Beckum |
| 01.07.1969 | Borken Borkenwirthe Gemen Grütlohn Hoxfeld Kirchspiel Gemen Marbeck Rhedebrügge Weseke Westenborken | Zusammenschluss | Borken | Borken |
| 01.07.1969 | Homer Raesfeld | Zusammenschluss | Raesfeld | Borken |
| 01.07.1969 | Groß Reken Hülsten Klein Reken | Zusammenschluss | Reken | Borken |
| 01.07.1969 | Nordvelen Velen-Dorf Waldvelen | Zusammenschluss | Velen | Borken |
| 01.07.1969 | Bigge Olsberg | Zusammenschluss | Bigge-Olsberg | Brilon |
| 01.07.1969 | Berge Deifeld Dreislar Düdinghausen Küstelberg Medebach Medelon Oberschledorn Referinghausen Titmaringhausen | Zusammenschluss | Medebach | Brilon |
| 01.07.1969 | Beerlage Billerbeck Kirchspiel Billerbeck | Zusammenschluss | Billerbeck | Coesfeld |
| 01.07.1969 | Buldern Hiddingsel | Zusammenschluss | Buldern | Coesfeld |
| 01.07.1969 | Limbergen, kleine Gebietsteile | Umgliederung | Buldern | Coesfeld |
| 01.07.1969 | Kirchspiel Coesfeld | Eingliederung | Coesfeld | Coesfeld |
| 01.07.1969 | Büren Estern Gescher Harwick Tungerloh-Capellen Tungerloh-Pröbsting | Zusammenschluss | Gescher | Coesfeld |
| 01.07.1969 | Darfeld Osterwick | Zusammenschluss | Rosendahl | Coesfeld |
| 01.07.1969 | Merode Schlich-D’horn | Zusammenschluss | D’horn | Düren |
| 01.07.1969 | Füssenich Geich Juntersdorf | Zusammenschluss | Füssenich | Düren |
| 01.07.1969 | Bergstein Brandenberg Gey Großhau Hürtgen Kleinhau Straß | Zusammenschluss | Hürtgenwald | Düren |
| 01.07.1969 | Bogheim Boich-Leversbach Drove Kreuzau Stockheim Thum Üdingen Winden | Zusammenschluss | Kreuzau | Düren |
| 01.07.1969 | Berzbuir-Kufferath Lendersdorf-Krauthausen | Zusammenschluss | Lendersdorf | Düren |
| 01.07.1969 | Girbelsrath Golzheim Merzenich Morschenich | Zusammenschluss | Merzenich | Düren |
| 01.07.1969 | Disternich Gladbach Lüxheim Müddersheim Sievernich | Zusammenschluss | Müddersheim | Düren |
| 01.07.1969 | Niederzier Oberzier | Zusammenschluss | Niederzier | Düren |
| 01.07.1969 | Froitzheim Ginnick Jakobwüllesheim Kelz Soller Vettweiß | Zusammenschluss | Vettweiß | Düren |
| 01.07.1969 | Arloff Bad Münstereifel Effelsberg Eschweiler Hohn Houverath Iversheim Kalkar Mahlberg Mutscheid Nöthen Rupperath Schönau | Zusammenschluss | Bad Münstereifel | Euskirchen |
| 01.07.1969 | Holzmülheim (35 ha) Kirchheim (1375 ha) | Umgliederung | Bad Münstereifel | Euskirchen |
| 01.07.1969 | Bliesheim Borr Dirmerzheim Dorweiler Erp Friesheim Gymnich Kierdorf Lechenich Liblar Niederberg Pingsheim Wissersheim | Zusammenschluss | Erftstadt | Euskirchen |
| 01.07.1969 | Billig Dom-Esch Elsig Euenheim Euskirchen Flamersheim Frauenberg Großbüllesheim Kirchheim Kleinbüllesheim Kreuzweingarten-Rheder Kuchenheim Niederkastenholz Palmersheim Roitzheim Schweinheim Stotzheim Weidesheim Wißkirchen Wüschheim                                                            | Zusammenschluss | Euskirchen | Euskirchen |
| 01.07.1969 | Antweiler (268 ha) Arloff (3 ha) Lessenich-Rißdorf (126 ha) Obergartzem (284 ha) Satzvey-Firmenich (11 ha) | Umgliederung | Euskirchen | Euskirchen |
| 01.07.1969 | Antweiler Kommern Lessenich-Rißdorf Obergartzem Satzvey-Firmenich Schwerfen Wachendorf, Weiler am Berge | Zusammenschluss | Veytal | Euskirchen |
| 01.07.1969 | Lommersum Metternich Müggenhausen Vernich Weilerswist | Zusammenschluss | Weilerswist | Euskirchen |
| 01.07.1969 | Bessenich Dürscheven Enzen Langendorf Linzenich-Lövenich Merzenich Nemmenich Oberelvenich Rövenich Sinzenich Ülpenich Weiler in der Ebene Wichterich Zülpich | Zusammenschluss | Zülpich | Euskirchen |
| 01.07.1969 | Geldern Kapellen Pont Veert Vernum Walbeck | Zusammenschluss | Geldern | Geldern |
| 01.07.1969 | Nieukerk (195 ha) | Umgliederung | Geldern | Geldern |
| 01.07.1969 | Issum Sevelen | Zusammenschluss | Issum | Geldern |
| 01.07.1969 | Aldekerk Eyll Nieukerk Stenden | Zusammenschluss | Kerken | Geldern |
| 01.07.1969 | Vernum (595 ha) | Umgliederung | Kerken | Geldern |
| 01.07.1969 | Kervendonk Kervenheim Kevelaer Kleinkevelaer Twisteden Wetten Winnekendonk | Zusammenschluss | Kevelaer | Geldern |
| 01.07.1969 | Herongen Straelen | Zusammenschluss | Straelen | Geldern |
| 01.07.1969 | Wachtendonk Wankum | Zusammenschluss | Wachtendonk | Geldern |
| 01.07.1969 | Dormagen Hackenbroich | Zusammenschluss | Dormagen | Grevenbroich |
| 01.07.1969 | Frimmersdorf Neurath | Zusammenschluss | Frimmersdorf | Grevenbroich |
| 01.07.1969 | Barnhausen Berghausen Borgholzhausen Casum Cleve Hamlingdorf Holtfeld Kleekamp Oldendorf Ostbarthausen Westbarthausen Wichlinghausen | Zusammenschluss | Borgholzhausen | Halle |
| 01.07.1969 | Ascheloh Eggeberg Gartnisch | Eingliederung | Halle (Westf.) | Halle |
| 01.07.1969 | Boslar Ederen Gereonsweiler Gevenich Glimbach Hottorf Körrenzig Rurdorf Tetz Welz | Eingliederung | Linnich | Jülich |
| 01.07.1969 | Langweiler Niedermerz | Zusammenschluss | Niedermerz | Jülich |
| 01.07.1969 | Gevelsdorf Hasselsweiler Müntz Titz | Zusammenschluss | Titz | Jülich |
| 01.07.1969 | Güsten Welldorf | Zusammenschluss | Welldorf | Jülich |
| 01.07.1969 | Hau Huisberden Louisendorf Schneppenbaum Till-Moyland | Zusammenschluss | Bedburg-Hau | Kleve |
| 01.07.1969 | Goch (3 ha) Reichswalde (37 ha) | Umgliederung | Bedburg-Hau | Kleve |
| 01.07.1969 | Asperden Goch Hassum Hommersum Hülm Kessel Nierswalde Pfalzdorf | Zusammenschluss | Goch | Kleve |
| 01.07.1969 | Altkalkar Appeldorn Bylerward Emmericher Eyland Grieth Hanselaer Hönnepel Kalkar Neulouisendorf Niedermörmter Wissel Wisselward | Zusammenschluss | Kalkar | Kleve |
| 01.07.1969 | Brienen Donsbrüggen Griethausen Keeken Kellen Kleve Materborn Reichswalde Rindern Salmorth Warbeyen Wardhausen | Zusammenschluss | Kleve | Kleve |
| 01.07.1969 | Hau (107 ha) Schneppenbaum(152 ha) | Umgliederung | Kleve | Kleve |
| 01.07.1969 | Kranenburg Mehr Niel Wyler Zyfflich | Zusammenschluss | Kranenburg | Kleve |
| 01.07.1969 | Keppeln Uedem Uedemerbruch Uedemerfeld | Zusammenschluss | Uedem | Kleve |
| 01.07.1969 | Drensteinfurt Walstedde | Zusammenschluss | Drensteinfurt | Lüdinghausen |
| 01.07.1969 | Kirchspiel Drensteinfurt | Eingliederung | Drensteinfurt | Lüdinghausen |
| 01.07.1969 | Lüdinghausen-Land | Eingliederung | Lüdinghausen | Lüdinghausen |
| 01.07.1969 | Alpen Menzelen Veen | Zusammenschluss | Alpen | Moers |
| 01.07.1969 | Rheurdt Schaephuysen | Zusammenschluss | Rheurdt | Moers |
| 01.07.1969 | Hamb Labbeck Sonsbeck | Zusammenschluss | Sonsbeck | Moers |
| 01.07.1969 | Birten Marienbaum Wardt | Eingemeindung | Xanten | Moers |
| 01.07.1969 | Roetgen Rott Zweifall | Zusammenschluss | Roetgen | Monschau |
| 01.07.1969 | Denklingen (234 ha) Gummersbach (45 ha) Lieberhausen (2226 ha), aus Lieberhausen, aus Drolshagen-Land | Umgliederung | Bergneustadt | Oberbergischer Kreis |
| 01.07.1969 | Lieberhausen | Eingliederung | Gummersbach | Oberbergischer Kreis |
| 01.07.1969 | Bergneustadt, kleine Gebietsteile Bielstein, kleine Gebietsteile Denklingen, kleine Gebietsteile Gimborn, kleine Gebietsteile Marienheide, kleine Gebietsteile Wiehl, kleine Gebietsteile | Umgliederung | Gummersbach | Oberbergischer Kreis |
| 01.07.1969 | Marienberghausen Nümbrecht | Zusammenschluss | Homburg | Oberbergischer Kreis |
| 01.07.1969 | Waldbröl (25 ha) | Umgliederung | Homburg | Oberbergischer Kreis |
| 01.07.1969 | Denklingen Eckenhagen | Zusammenschluss | Reichshof | Oberbergischer Kreis |
| 01.07.1969 | Lieberhausen (13 ha) Nümbrecht (45 ha) Waldbröl (209 ha) Wiehl (6 ha) | Umgliederung | Reichshof | Oberbergischer Kreis |
| 01.07.1969 | Bielstein, kleine Gebietsteile Gummersbach, kleine Gebietsteile | Umgliederung | Ründeroth | Oberbergischer Kreis |
| 01.07.1969 | Denklingen (10 ha) | Umgliederung | Waldbröl | Oberbergischer Kreis |
| 01.07.1969 | Bielstein Wiehl | Zusammenschluss | Wiehl | Oberbergischer Kreis |
| 01.07.1969 | Denklingen, kleine Gebietsteile | Umgliederung | Wiehl | Oberbergischer Kreis |
| 01.07.1969 | Attendorn Attendorn-Land Helden | Zusammenschluss | Attendorn | Olpe |
| 01.07.1969 | Grevenbrück (17 ha) | Umgliederung | Attendorn | Olpe |
| 01.07.1969 | Drolshagen Drolshagen-Land | Zusammenschluss | Drolshagen | Olpe |
| 01.07.1969 | Lieberhausen (32 ha) Rhode (1 ha) | Umgliederung | Drolshagen | Olpe |
| 01.07.1969 | Schliprüthen Schönholthausen | Zusammenschluss | Finnentrop | Olpe |
| 01.07.1969 | Attendorn-Land, kleine Gebietsteile Helden, kleine Gebietsteile Oedingen, kleine Gebietsteile | Umgliederung | Finnentrop | Olpe |
| 01.07.1969 | Heinsberg Kirchhundem Kohlhagen Oberhundem Rahrbach | Zusammenschluss | Kirchhundem | Olpe |
| 01.07.1969 | Kirchveischede (640 ha) | Umgliederung | Kirchhundem | Olpe |
| 01.07.1969 | Elspe Grevenbrück Kirchveischede Oedingen Saalhausen | Zusammenschluss | Lennestadt | Olpe |
| 01.07.1969 | Helden, kleine Gebietsteile Kirchhundem, kleine Gebietsteile | Umgliederung | Lennestadt | Olpe |
| 01.07.1969 | Kleusheim Olpe Olpe-Land Rhode | Zusammenschluss | Olpe | Olpe |
| 01.07.1969 | Helden (792 ha) Kirchveischede (120 ha) Rahrbach (107 ha) | Umgliederung | Olpe | Olpe |
| 01.07.1969 | Römershagen Wenden | Zusammenschluss | Wenden | Olpe |
| 01.07.1969 | Alfen Kirchborchen Nordborchen | Zusammenschluss | Borchen | Paderborn |
| 01.07.1969 | Wewer | Eingliederung | Paderborn | Paderborn |
| 01.07.1969 | Borghees Dornick Emmerich Hüthum Klein-Netterden Praest Vrasselt | Zusammenschluss | Emmerich | Rees |
| 01.07.1969 | Bergswick Bienen Esserden Grietherbusch Grietherort Reesereyland Reeserward Speldrop | Eingliederung | Rees | Rees |
| 01.07.1969 | Flüren Obrighoven-Lackhausen Wesel | Zusammenschluss | Wesel | Rees |
| 01.07.1969 | Ahrdorf Alendorf Blankenheim Blankenheimerdorf Dollendorf Freilingen Hüngersdorf Lindweiler Lommersdorf Mülheim Reetz Ripsdorf Rohr Uedelhoven Waldorf | Zusammenschluss | Blankenheim | Schleiden |
| 01.07.1969 | Baasem Berk Dahlem Kronenburg Schmidtheim | Zusammenschluss | Dahlem | Schleiden |
| 01.07.1969 | Heimbach Hergarten Vlatten | Zusammenschluss | Heimbach | Schleiden |
| 01.07.1969 | Hellenthal Hollerath Losheim Udenbreth | Zusammenschluss | Hellenthal | Schleiden |
| 01.07.1969 | Golbach Kall Keldenich Sistig Sötenich Urft Wahlen Wallenthal | Zusammenschluss | Kall | Schleiden |
| 01.07.1969 | Berg Bleibuir Breitenbenden Eicks Floisdorf Glehn Harzheim Holzheim Hostel Kallmuth Lorbach Mechernich Vussem-Bergheim Weyer | Zusammenschluss | Mechernich | Schleiden |
| 01.07.1969 | Bouderath Buir Engelgau Frohngau Holzmülheim Marmagen Nettersheim Pesch Roderath Tondorf Zingsheim | Zusammenschluss | Nettersheim | Schleiden |
| 01.07.1969 | Hohn, kleine Gebietsteile | Umgliederung | Nettersheim | Schleiden |
| 01.07.1969 | Birgden Breberen-Schümm Schierwaldenrath | Eingliederung | Gangelt | Selfkantkreis Geilenkirchen-Heinsberg |
| 01.07.1969 | Aphoven Schafhausen Unterbruch | Eingliederung | Heinsberg (Rhld.) | Selfkantkreis Geilenkirchen-Heinsberg |
| 01.01.1969 | Unterbruch, kleine Gebietsteile | Umgliederung | Oberbruch-Dremmen | Selfkantkreis Geilenkirchen-Heinsberg |
| 01.01.1969 | Havert Hillensberg Höngen Millen Saeffelen Süsterseel Tüddern Wehr | Zusammenschluss | Selfkant | Selfkantkreis Geilenkirchen-Heinsberg |
| 01.07.1969 | Bad Sassendorf Bettinghausen Beusingsen Elfsen Enkesen im Klei Heppen Herringsen Lohne Neuengeseke Opmünden Ostinghausen Weslarn | Zusammenschluss | Bad Sassendorf | Soest |
| 01.07.1969 | Bilme Bittingen Bremen Gerlingen Höingen Hünningen Lüttringen Niederense Oberense Parsit Ruhne Sieveringen Volbringen Waltringen | Zusammenschluss | Ense | Soest |
| 01.07.1969 | Brockhausen Heintrop-Büninghausen Herzfeld Hovestadt Hultrop Krewinkel-Wiltrop Lippborg Niederbauer Nordwald Oestinghausen Schoneberg | Zusammenschluss | Lippetal | Soest |
| 01.07.1969 | Berlingsen Brüllingsen Büecke Delecke (Möhnesee) Echtrop Ellingsen Günne (Möhnesee) Hewingsen Körbecke (Möhnesee) Stockum (Möhnesee) Theiningsen Völlinghausen (Möhnesee) Wamel Westrich Wippringsen                                                                                                | Zusammenschluss | Möhnesee | Soest |
| 01.07.1969 | Ampen Bergede Deiringsen Enkesen bei Paradiese Epsingsen Hattrop Hattropholsen Hiddingsen Katrop Lendringsen Meckingsen Meiningsen Müllingsen Ostönnen Paradiese Röllingsen Ruploh Thöningsen | Eingliederung | Soest | Soest |
| 01.07.1969 | Balksen (168 ha) Brockhausen (72 ha) Elfsen (37 ha) | Umgliederung | Soest | Soest |
| 01.07.1969 | Balksen Berwicke Blumroth Borgeln Dinker Dorfwelver Ehningsen Eilmsen Einecke Eineckerholsen Flerke Illingen Klotingen Merklingsen Nateln Recklingsen Scheidingen Schwefe Stocklarn Vellinghausen Welver                                                                                            | Zusammenschluss | Welver | Soest |
| 01.07.1969 | Hattrop (73 ha) Meckingsen (44 ha) | Umgliederung | Welver | Soest |
| 01.07.1969 | Blumenthal Budberg Büderich (Westf.) Holtum Mawicke Niederbergstraße Oberbergstraße Sönnern Westönnen | Eingliederung | Werl | Soest |
| 01.07.1969 | Scheidingen, kleine Gebietsteile | Umgliederung | Werl | Soest |
| 01.07.1969 | Echthausen Schlückingen Wickede Wiehagen Wimbern | Zusammenschluss | Wickede (Ruhr) | Soest |
| 01.07.1969 | Bentrop, kleine Gebietsteile Büderich (Westf.), kleine Gebietsteile | Umgliederung | Wickede (Ruhr) | Soest |
| 01.07.1969 | Hembergen | Eingliederung | Emsdetten | Steinfurt |
| 01.07.1969 | Horstmar Leer | Zusammenschluss | Horstmar | Steinfurt |
| 01.07.1969 | Holthausen Laer | Zusammenschluss | Laer | Steinfurt |
| 01.07.1969 | Langenhorst Ochtrup Welbergen | Zusammenschluss | Ochtrup | Steinfurt |
| 01.07.1969 | Bentrop | Eingliederung | Fröndenberg | Unna |
| 01.07.1969 | Eilmsen, kleine Gebietsteile Vellinghausen, kleine Gebietsteile | Umgliederung | Uentrop | Unna |
| 01.07.1969 | Hoetmar | Eingliederung | Freckenhorst | Warendorf |
| 01.07.1969 | Füchtorf Sassenberg | Zusammenschluss | Sassenberg | Warendorf |
| 01.07.1969 | Dackmar Gröblingen | Eingliederung | Sassenberg | Warendorf |
| 01.07.1969 | Warendorf (15 ha) | Umgliederung | Sassenberg | Warendorf |
| 01.07.1969 | Velsen Vohren | Eingliederung | Warendorf | Warendorf |
| 01.07.1969 | Dackmar, kleine Gebietsteile Gröblingen, kleine Gebietsteile Sassenberg, kleine Gebietsteile | Umgliederung | Warendorf | Warendorf |
| 01.08.1969 | Eingliederung der Landkreise Bonn und Siegkreis in den neuen Rhein-Sieg-Kreis 57 Landkreise, 35 kreisfreie Städte → 56 Landkreise, 35 kreisfreie Städte | Eingliederung der Landkreise Bonn und Siegkreis in den neuen Rhein-Sieg-Kreis 57 Landkreise, 35 kreisfreie Städte → 56 Landkreise, 35 kreisfreie Städte                                                                              | Eingliederung der Landkreise Bonn und Siegkreis in den neuen Rhein-Sieg-Kreis 57 Landkreise, 35 kreisfreie Städte → 56 Landkreise, 35 kreisfreie Städte                                                                              | Eingliederung der Landkreise Bonn und Siegkreis in den neuen Rhein-Sieg-Kreis 57 Landkreise, 35 kreisfreie Städte → 56 Landkreise, 35 kreisfreie Städte                                                                              |
| 01.08.1969 | Bad Godesberg Beuel Bonn Buschdorf Duisdorf Holzlar Ippendorf Lengsdorf Lessenich Oberkassel Röttgen | Zusammenschluss | Bonn | – |
| 01.08.1969 | Stieldorf (110 ha) | Umgliederung | Bonn | – |
| 01.08.1969 | Hersel, Uedorf | Umgliederung | Wesseling | Köln |
| 01.08.1969 | Alfter Gielsdorf Impekoven Oedekoven Witterschlick | Zusammenschluss | Alfter | Rhein-Sieg-Kreis |
| 01.08.1969 | Aegidienberg Bad Honnef am Rhein | Zusammenschluss | Bad Honnef | Rhein-Sieg-Kreis |
| 01.08.1969 | Bornheim Hersel Sechtem | Zusammenschluss | Bornheim | Rhein-Sieg-Kreis |
| 01.08.1969 | Uckerath (17 ha) | Umgliederung | Eitorf | Rhein-Sieg-Kreis |
| 01.08.1969 | Hennef (Sieg) Lauthausen Uckerath | Zusammenschluss | Hennef (Sieg) | Rhein-Sieg-Kreis |
| 01.08.1969 | Heisterbacherrott Ittenbach Königswinter Niederdollendorf Oberdollendorf Oberpleis Stieldorf | Zusammenschluss | Königswinter | Rhein-Sieg-Kreis |
| 01.08.1969 | Oberkassel (62 ha) | Umgliederung | Königswinter | Rhein-Sieg-Kreis |
| 01.08.1969 | Breidt Halberg Inger Lohmar Scheiderhöhe Wahlscheid | Zusammenschluss | Lohmar | Rhein-Sieg-Kreis |
| 01.08.1969 | Altendorf Ersdorf Lüftelberg Meckenheim Merl | Zusammenschluss | Meckenheim | Rhein-Sieg-Kreis |
| 01.08.1969 | Neunkirchen Seelscheid | Zusammenschluss | Neunkirchen-Seelscheid | Rhein-Sieg-Kreis |
| 01.08.1969 | Lülsdorf Mondorf Niederkassel Rheidt Stockem Uckendorf | Zusammenschluss | Niederkassel | Rhein-Sieg-Kreis |
| 01.08.1969 | Flerzheim Hilberath Neukirchen Niederdrees Oberdrees Queckenberg Ramershoven Rheinbach Todenfeld Wormersdorf | Zusammenschluss | Rheinbach | Rhein-Sieg-Kreis |
| 01.08.1969 | Ruppichteroth Winterscheid | Zusammenschluss | Ruppichteroth | Rhein-Sieg-Kreis |
| 01.08.1969 | Buisdorf Hangelar Meindorf Menden (Rheinland) Niederpleis Siegburg-Mülldorf | Zusammenschluss | Sankt Augustin | Rhein-Sieg-Kreis |
| 01.08.1969 | Beuel (156 ha) Holzlar (4 ha) Stieldorf (267 ha) | Umgliederung | Sankt Augustin | Rhein-Sieg-Kreis |
| 01.08.1969 | Buisdorf (57 ha) Hennef (Sieg) (8 ha) Lauthausen (90 ha) | Umgliederung | Siegburg | Rhein-Sieg-Kreis |
| 01.08.1969 | Buschhoven Essig Heimerzheim Ludendorf Miel Morenhoven Odendorf Ollheim Straßfeld | Zusammenschluss | Swisttal | Rhein-Sieg-Kreis |
| 01.08.1969 | Altenrath Sieglar Troisdorf | Zusammenschluss | Troisdorf | Rhein-Sieg-Kreis |
| 01.08.1969 | Meindorf (106 ha) Menden (Rheinland) (188 ha) | Umgliederung | Troisdorf | Rhein-Sieg-Kreis |
| 01.08.1969 | Adendorf Arzdorf Berkum Fritzdorf Gimmersdorf Holzem Ließem Niederbachem Oberbachem Pech Villip Werthhoven Züllighoven | Zusammenschluss | Wachtberg | Rhein-Sieg-Kreis |
| 01.08.1969 | Dattenfeld Herchen Rosbach | Zusammenschluss | Windeck | Rhein-Sieg-Kreis |
| 01.08.1969 | Homburg | Namensänderung | Nümbrecht | Oberbergischer Kreis |

## Quelle
- Martin Bünermann: Die Gemeinden des ersten Neugliederungsprogramms in Nordrhein-Westfalen. Deutscher Gemeindeverlag, Köln 1970, S. 66 ff.